# Sydling St. Nicholas
Sydling St. Nicholas är en civil parish i Storbritannien.   Den ligger i kommunen Dorset och riksdelen England, i den södra delen av landet, 190 km väster om huvudstaden London. Antalet invånare är 414.